# Ilattia albigutta
Ilattia albigutta är en fjärilsart som beskrevs av Walker 1873. Ilattia albigutta ingår i släktet Ilattia och familjen nattflyn. Inga underarter finns listade i Catalogue of Life.